# گناهان شهرهای دشت
گناهان شهرهای دشت؛ یا، خاطرات مری-آن، با جستارهایی کوتاه دربارهٔ لواط و طَبَق‌زَنی، (به انگلیسی: The Sins of the Cities of the Plain; or, The Recollections of a Mary-Ann, with Short Essays on Sodomy and Tribadism) یکی از نخستین آثار منحصراً همجنس‌گرایانه از ادبیات اروتیک است که به قلم نویسنده‌ای ناشناس در زبان انگلیسی منتشر شده است. ویلیام لازنبی برای نخستین بار این کتاب را سال ۱۸۸۱ در ۲۵۰ نسخه چاپ کرد. لئونارد اسمیترز چاپ دوم را در سال ۱۹۰۲ به قیمت چهار گینی منتشر کرد.

## نمای کلی
کتاب در ۲ جلد چاپ شد:
جلد ۱
«خاطرات مری-آن: مقدمه»
«خاطرات جک سال: رشد اولیهٔ افکار شاهدبازانه در ذهن جوانی او»
جلد ۲
«خاطرات جک سال (ادامه): جست‌وخیز با بولتون و پارک»
«خاطرات و وقایع بیشتر»
«همان داستان قدیمی: کون‌ها به کس‌ها ترجیح داده می‌شوند»
«جستاری کوتاه دربارهٔ لواط و غیره»
«طبق‌زنی»
گناهان شهرهای دشت به نظر می‌رسد خاطرات جک سال، مرد تن‌فروش جوان یا «مری-آن» باشد. در کتاب، آقای شامبون در خیابان جک را انتخاب می‌کند. پس از صرف شام، شامبون از جک دعوت می‌کند تا داستان زندگی خود را بازگو کند.
در حالی که برخی کتاب را روایتی واقعی می‌دانند، این اثر به احتمال زیاد شکلی اولیه از رمان غیرداستانی است.
جان سال یک تن‌فروش مرد واقعی زادهٔ ایرلند، معروف به «دوبلین جک» بود که سال ۱۸۸۴ در یک رسوایی همجنس‌گرایانه در قلعهٔ دوبلین و بعداً در رسوایی خیابان کلیولند درگیر شد. این کتاب، به روشنی از او الهام گرفته شده است و ممکن است او تجربیات خود را با نویسنده‌ای ناشناس، در میان گذاشته باشد. جزئیات واقعی نشان می‌دهند که این کتاب می‌تواند برپایهٔ روایتی واقعی از یک تن‌فروش باشد، اما تودرتو نوشته شده است. سازگاری‌هایی با زندگی واقعی سال وجود دارد، اما اختلافاتی نیز وجود دارد: او زادهٔ ایرلند بود، اما در کتاب انگلیسی است.
آقای شامبون در کتاب «در عمارت‌های کورن‌وال نزدیک به ایستگاه خیابان بیکر» زندگی می‌کند. ویلیام سیمپسون پاتر، دوست ناشر ویلیام لازنبی، از حدود سال ۱۸۷۷ تا هنگام مرگش سال ۱۸۸۹ در یک بلوک آپارتمانی نامعین به سبک ویکتوریایی در کورن‌وال رزیدنسز نزدیک ایستگاه، زندگی می‌کرد که اکنون تخریب شده است. پاتر «نویسندهٔ» بخش ناشناختهٔ دیگری از رمان اروتیک نامه‌ای از شرق (به انگلیسی: A Letter from the East، ۱۸۷۷) و همچنین نامه‌هایی از هند در طول بازدید والاحضرت شاهزادهٔ ولز در ‎۱۸۷۵–۶ (به انگلیسی: Letters from India during HRH the Prince of Wales' Visit in 1875/6، ۱۸۷۶) بود. آقای شامبون می‌توانست برپایهٔ پاتر، که همچنین دوست هنری اسپنسر اشبی بود، ساخته شده باشد و احتمالاً سال را می‌شناخت.
اشبی، که این عنوان را در کتاب‌شناسی کلاسیک خود از ادبیات اروتیک گنجانده است، به این اشاره می‌کند که نویسنده ممکن است شخصیت‌های بولتون و پارک را در زندگی واقعی خود شناخته باشد. بولتون و پارک دگرجنس‌پوشانی واقعی در دوره ویکتوریا بودند که سال ۱۸۷۱ در یک پروندهٔ مشهور دادگاه، به آن‌ها اتهام زده شد. در گناهان شهرهای دشت، جک سال در لباس مبدل «دوشیزه اِوِلین» روایت می‌کند چگونه با بولتون («دوشیزه لورا») و پارک در لباس زنانه، در هتل هکسل ملاقات می‌کند که معشوق و «شوهر» بولتون لرد آرتور کلینتون نیز همراه آن‌هاست. جک سال بعداً شب را در اتاق‌های بولتون و پارک در ایتن اسکوئر می‌گذراند و روز بعد با آنان «همه با لباس‌های بانوان» صبحانه می‌خورد.
فروشندهٔ کتاب‌های پورنوگرافی چارلز هرش، ادعا کرد که این عنوان یکی از کتاب‌های «سقراطی» بود که او سال ۱۸۹۰ به اسکار وایلد تحویل داد.
تنها نسخهٔ شناسایی‌شده از چاپ اصلی کتاب در کتابخانه بریتانیا نگهداری می‌شود. ولن‌کورت بوکس هردو کتاب را بازنشر کرده است. ۷ ویرایش از این کتاب چاپ شده است و چاپ ۱۹۹۲ طوری که موریس بی. کاپلان گفته است، نه تنها جنسیت تقریباً همهٔ شخصیت‌ها را تغییر داده، بلکه در همهٔ صحنه‌ها نیز حذف و اضافه انجام داده است.

## نویسندگی
گفته می‌شود که بیشتر کتاب را نویسندهٔ پورنوگرافی جیمز کمبل ردی نوشته است. ردی چند سال پیش از انتشار کتاب درگذشت و همچنین کم‌بینا بود، که ارتباطش با این کتاب را ناممکن می‌کند. نویسندگی این کتاب همچنین به نقاش سیمون سالومن نسبت داده شده است که در سال ۱۸۷۳ به جرم بی‌عفتی در ملأ عام، محکوم و رسوا شده بود. البته این انتساب برپایهٔ حدس و گمان و «شواهد ضمنی» دوستی سالومن با بولتون و پارک است.

## در فرهنگ مردمی
در سال ۲۰۱۹، اپرای گناهان شهرهای دشت در اسپاسیو تورینا در سویل، اسپانیا به نمایش درآمد. لیبرتیست و نمایشنامه‌نویس فبریزیو فاناری لیبرتو را کاملاً به زبان پولاری نوشته است، در حالی که موسیقی را ژرمن آلونسو ساخته است و خواننده نینو دو الچی نقش جک سال را بازی کرده است. این اپرا را پرویکتو اوکنوژ، متشکل از پدرو روخاس-اوگایار و گوستاووای. دومینگز اوهالوو، با حمایت آی‌سی‌ای‌اس سویا، بنیاد ب‌ب‌اووآ و لیبرتیست تولید و اجرا کرد.

### یادکردها
1. ↑  Gunn, Drewey Wayne Gay Novels of Britain, Ireland and the Commonwealth 1881-1981: A Reader's Guide, McFarland and Company, North Carolina, 2014, p5-7
2. ↑  Hallam, Paul The Book of Sodom, Verso, London, 1993, p19
3. ↑  Hyde, H. Montgomery A History of Pornography, Dell, 1966, p141.
4. ↑  Cornwall Mansions: The Rise and Fall of 7K and Its Neighbours, The Gissing Journal, Vol XLIV, No4, October, 2008
5. ↑  Cornwall Mansions: The Rise and Fall of 7K and Its Neighbours, in The Gissing Journal, Vol XLIV, No4, October, 2008
6. ↑  Pisanus Fraxi (Henry Spencer Ashbee), Index Librorum Prohibitorum: Being Notes Bio- Biblio- Icono- graphical and Critical, on Curious and Uncommon Books (London: privately printed, 1877), p. 194.
7. ↑  Pearsall (1971) pp. 561-8
8. ↑  Hyde (1964) pp. 140-1.
9. ↑  Cook (2003) p. 28.
10. ↑  Hyde (1962) p.87
11. ↑  Gilbert (2002) p. 66.
12. ↑  Hyde (1970) p. 141.
13. ↑  Cook, Matt (October 1, 2003). "'A New City of Friends': London and Homosexuality in the 1890s". History Workshop Journal. 56 (1): 33–58. doi:10.1093/hwj/56.1.33.
14. ↑  Healey, Trebor (May 28, 2014). "Early Gay Literature Rediscovered". Huffington Post. Retrieved May 31, 2014.
15. ↑  Kaplan (2005) p. 223
16. ↑  Cook (2003) p. 19.
17. ↑  Ditmore (2006) p. 443.
18. ↑  Peniston (2004) pp. 77–78.
19. ↑  http://etheses.whiterose.ac.uk/823/1/PhD_Volume_One_2010.pdf p.175
20. ↑  Sevilla, Diario de (May 26, 2019). "Pornografía bruitista". Diario de Sevilla (به اسپانیایی).